# Vulkan Automobilgesellschaft

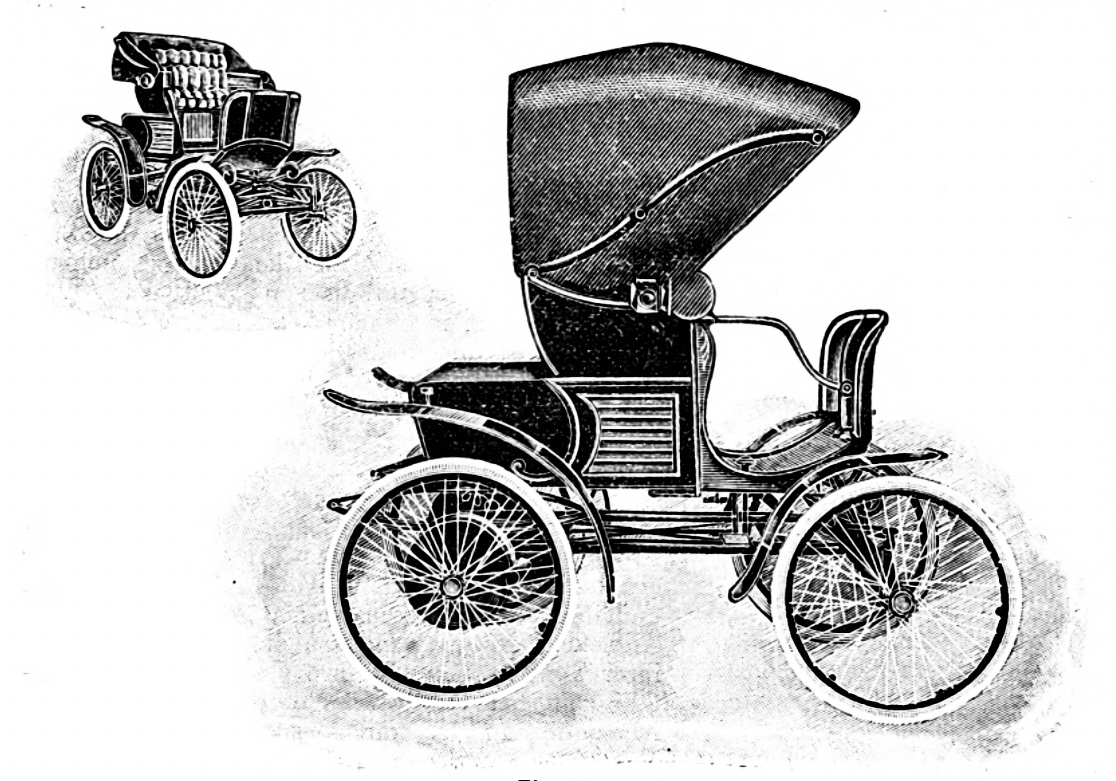
Vulkan Automobilgesellschaft (1899).

La Vulkan Automobilgesellschaft mbH fu un costruttore tedesco di auto elettriche, attivo tra il 1895 e il 1907 a Berlino.

## Storia
Produsse automobili così come bicicli e tricicli motorizzati, più tardi autovetture e autocarri elettrici, anche biciclette. Nel 1899 la sede si trova in Ritterstraße 45. La società si ingrandisce nel 1901 attraverso la acquisizione della Express-Werke e producendo i loro veicoli con un nuovo marchio. La società cambiò nel 1918 in Expresswerke A.-G.
Uno degli ingegneri fu Robert Schwenke, che ideò le prime autovetture simil carrozze e trazione anteriore.
Un veicolo, il 28 settembre 1899 fece la Fahrt für elektrische Automobile da Berlino a Berlino-Zehlendorf e ritorno, vincendo la medaglia d'argento.